# ジェームス・キー
ジェームス・キー（James Key, 1972年1月14日 - ）は、イギリス出身のエンジニア。F1のスクーデリア・トロ・ロッソ、マクラーレンF1チーム等でテクニカルディレクターを歴任した。

## 略歴
ノッティンガム大学で機械工学を修め、1996年に卒業。在学中はロータス社からの奨学金を受けたため、卒業後はロータス社のレース用GTカーの設計者として働いた。

### ジョーダン・グランプリ

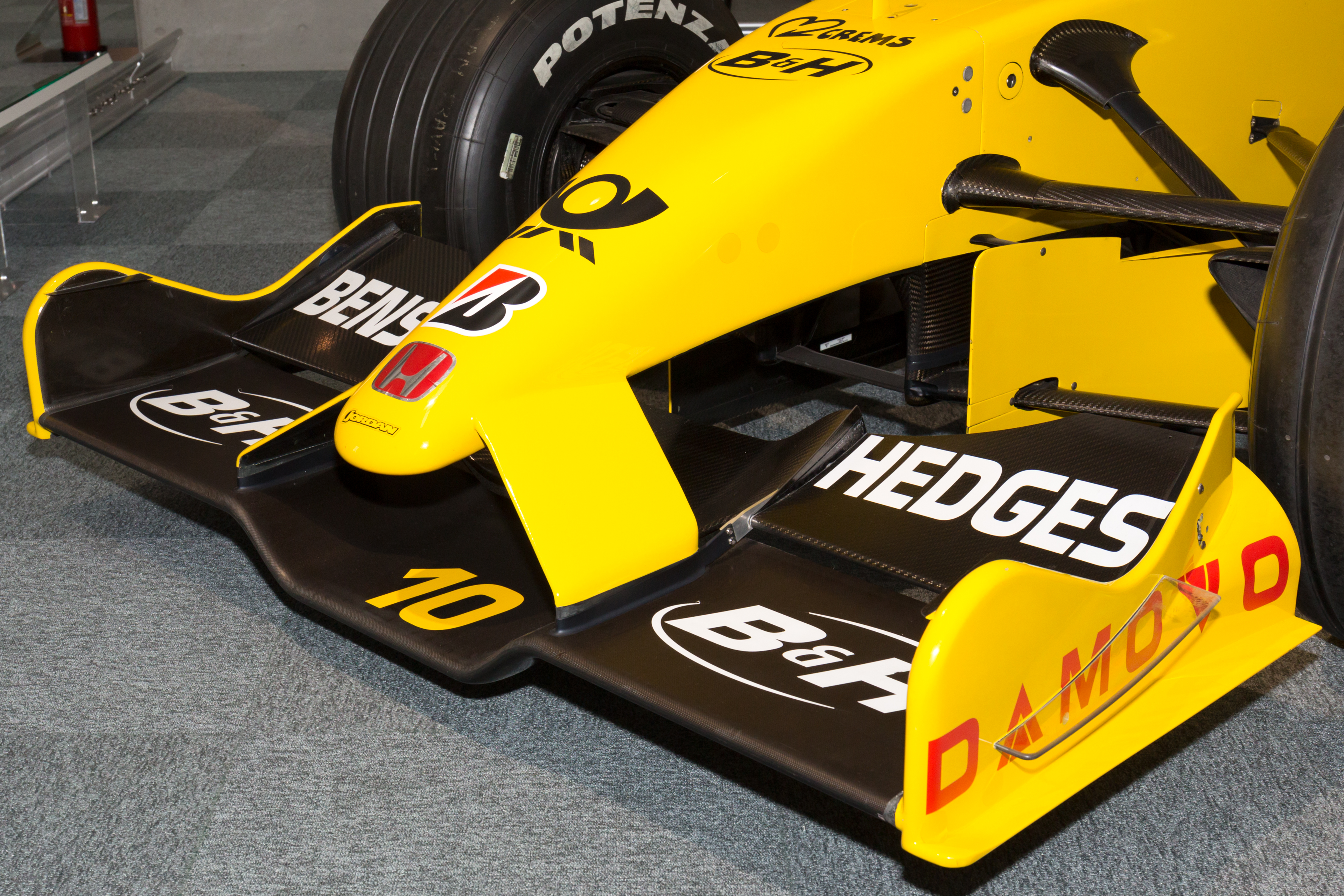
EJ12(2002)ツインキール
（エグバル・ハミディ設計）

1998年にF1のジョーダン・グランプリのレースチームに加入。当初はデータ取りが仕事であったが、2000年にはテストエンジニア、2002年には佐藤琢磨のシニアレースエンジニアと順調に昇格し、2003年には同チームの空力部門に携わった後、同年末に車体制御部門のトップとなった。

### MF1レーシング
2005年にジョーダンチームがミッドランド社に買収された後もチームに留まり、技術コーディネーターの職を務め、同年末にはテクニカルディレクターに指名され、新チームMF1レーシングのデビューを直前に控えた時点で技術部門のトップとなった。この時点で33歳（約33歳10ヶ月）であり、この当時、この歳でテクニカルディレクターとして起用された人物は2004年に同じく33歳で起用されたウィリアムズのサム・マイケル（1971年生まれ）がいるのみで、非常に若いテクニカルディレクターの誕生でもあった。また、この時代、F1に関わる多くのエンジニアが他チームから上位の職を提示され移籍し昇進するという形でキャリアを積み上げていったのに対し、同じチームに留まり続けてデータエンジニアから昇進を重ねて叩き上げでテクニカルディレクターに達するというのも珍しいことである。

### スパイカーF1
2006年9月、MF1レーシングがスパイカー・カーズ社により買収されて後も留任し、2007年から参戦していたスパイカーにおいてもテクニカルディレクターの座に留まった。ただし、テクニカルディレクターの上位となるチーフテクニカルオフィサー（CTO）としてマイク・ガスコインが加入したため、技術部門の責任者としての地位はガスコインに譲った。

### フォース・インディア
2007年10月にスパイカーがビジェイ・マリヤとミッシェル・モルによって買収されフォース・インディアとチームを改名したが、キーは同チームのテクニカルディレクターとして務め続けた。2008年11月には、上司であり、技術最高責任者でもあったガスコインが離脱したため、デザインディレクターのマーク・スミスと共にマシンの技術開発を進めていった。

### ザウバー
2010年2月、キーは長年勤め上げたフォース・インディアを離脱。同年4月末に退任するウィリー・ランプの後任として、中国GPからザウバーチームのテクニカルディレクターに就任した。2011年からはマシン設計の主任を務めた。
2012年シーズンが始まる前の2月に突然ザウバーを離脱。置き土産となったC31は高いパフォーマンスを発揮し、キーのフェラーリ加入という噂も出た。

### トロ・ロッソ
2012年9月にスクーデリア・トロ・ロッソに加入。離脱したジョルジオ・アスカネッリの後任としてテクニカルディレクターに就任。2018年6月まで同職を勤めた。

### マクラーレン
2018年6月まで同職に就いていたが、同年7月にマクラーレンがキーの獲得を発表した事を受け、トロ・ロッソはキーの解任を決定（正確には契約交渉がまとまっていなかったため、ガーデニング休暇を命じた）。結果的に同チームの2018年シーズンの不調の一因となってしまった。シーズン中はキーが離脱を決めたことについて謎のままであったが、シーズン終了後、ヘルムート・マルコが説明した。シーズン前のキーは2019年型のマシンをワークス契約を生かした設計を実現できることに意欲を沸かしていた。だが、2019年からは、ハース＝フェラーリのような部品の共通化を親チームのレッドブルと実施する計画が決定。また、エイドリアン・ニューウェイもこの年からF1の活動に復帰し、共通化に伴いトロ・ロッソの開発も間接的に指揮する予定であった。それに伴いキーの役割は、マシン開発よりその調整役に重点を置くこととなり、自らの手でマシンを開発することができなくなると判断。その結果、マクラーレン移籍を決断したと語った。実際、マルコもレッドブルの設計思想やそのデータを重視するため、後任テクニカルディレクターを早急に就任させる予定はないとコメントしている。2019年2月にトロ・ロッソとマクラーレンとの間で移籍の合意がなされ、同年シーズン開幕直後の3月25日からマクラーレンのテクニカルディレクターに就任することになった。
しかしキーが中心となって開発された、2022年型のMCL36、2023年型のMCL60（改良前）は、いずれもお世辞にもできが良いとは言えないシャシーで、マクラーレンの成績も低迷した。この結果、2023年3月にマクラーレンはテクニカルチームの再編を発表し、キーはチームから解雇・更迭された。

### アルファロメオ
2023年9月、アルファロメオF1チームにテクニカルディレクターとして加入。アルファロメオF1の運営はザウバー・モータースポーツであるため、事実上11年ぶりに復帰した。

## 人物
家族は妻と子供が3人いる。